# آنیکا نسولد
آنیکا نسولد (انگلیسی: Annika Nessvold؛ زادهٔ ۲۴ فوریهٔ ۱۹۷۱) بازیکن فوتبال اهل سوئد است.
از باشگاه‌هایی که در آن بازی کرده‌است می‌توان به باشگاه فوتبال مالمو اشاره کرد.
وی همچنین در تیم ملی فوتبال زنان سوئد بازی کرده‌است.